# Arab efa
Az arab efa (Echis carinatus) a hüllők (Reptilia) osztályának pikkelyes hüllők (Squamata) rendjébe, ezen belül a viperafélék (Viperidae) családjába tartozó faj.
Latin nemzetségnevükben az echis X-et jelent, melyet a fejükön található keresztalakú rajzolat után kapták, ami majdnem minden efa fején megtalálható.

## Előfordulása
Közép-Ázsia, Közel-Kelet, az indiai szubkontinens egyes részei. Irán, Srí Lanka, Banglades, Egyesült Arab Emírségek, Omán, Afganisztán, Türkmenisztán, Üzbegisztán, Tádzsikisztán, Pandzsáb (Pakisztán), India (Madhja Prades, Kerala, Himachal Pradesh, Rajasthan, Gujarat, Andhra Pradesh, Tamil Nadu, Maharashtra).

## Megjelenése

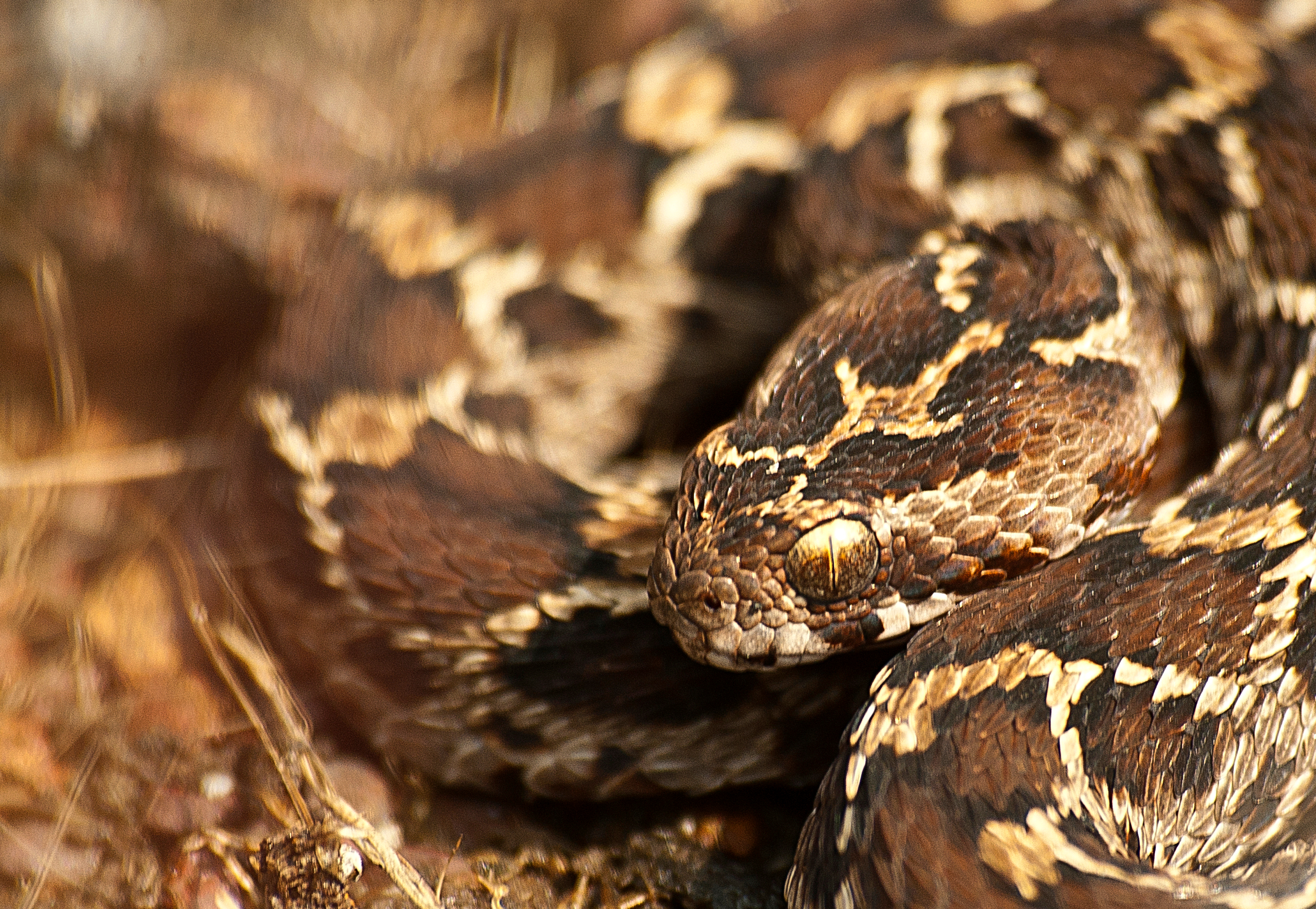
A jellegzetes minta a fejtetőn

Általában 30–40 cm hosszúságúak, a 60 cm is ritkán érik el. Néha 80 cm-ig megnőhetnek, de ennél hosszabb példányt még nem találtak.
Karcsú testüket, erősen ormós, fénytelen pikkelyek fedik. Az oldalán lévő pikkelyek szembetűnő szögben tapadnak, fogazottak, erről kapták a fűrészelt vipera nevet.
Hátoldali színük általában barna, de lehetnek szürkék, vörösesbarnák, téglavörösek, esetleg bézsszínűek, vagy világossárgák, az élőhelyük talajától függően. Mintázatuk összetett, sötét szegélyű, fekete, fehér vagy világosbarna színű foltok vagy hullámok mindig előfordulnak.
Testük alsó része világos színű, fehér, vagy homokszín, barna foltozottsággal.
Fejük testüktől jól elkülönül, széles, lapos, körte formájú, rajta szinte mindig megtalálható a kereszt vagy X alakú rajzolat. Mind a fejet, mind a lekerekített arcorrot apró pikkelyek fedik. Szemei mérsékelten nagyok, kissé a fej tetején helyezkednek el. Pupillái függőlegesek. 
Farkuk hegyes, rövid.
|                                |
| Különféle színek és mintázatok |

## Életmódja
Nem válogatós élőhelyben, szinte bárhol megél. Sivatagok, félsivatagok, köves-, sziklás-, füves területek, lombhullató erdők, cserjeerdők, esőerdők, barlangok, dombvidékek, alacsony hegyvidékek, de mezőgazdasági területeken vagy kertekben is megtalálható.

### Viselkedése

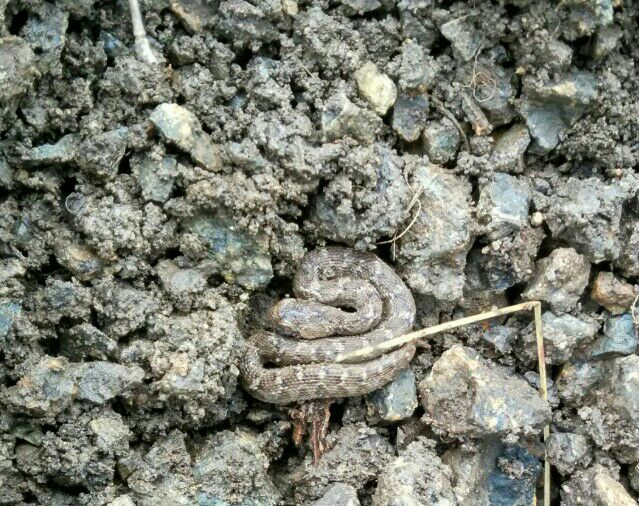
Tökéletes álcázás

Nagyrészt éjszakai életet él, késő este és éjszaka szerzi táplálékát, de esős időben, vagy ha hideg éjszaka után fel akarja melegíteni a testét, nappal is megtalálható.
Mind bonyolult színmintázatuk, mind a fénytelen pikkelyes testük a tökéletes álcázást szolgálják, feloldva a kígyó körvonalait, észrevehetetlenné téve őket, amikor a kavicsos homokban vagy a száraz növények között hevernek. 
Szokása, hogy a homokba, vagy az aljnövényzetbe ássa magát, a fej magassága és a szemek elhelyezkedése pedig lehetővé teszi, hogy a kígyó akkor is lásson, mikor belőle már szinte semmi nem látszik.
Rendkívül gyors, agresszív, ideges típus. Szinte soha nem menekül. Fenyegetettség esetén, vagy ha csak megzavarják az esetek többségében, figyelmeztetés nélkül, azonnal támad.

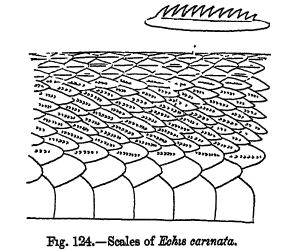
Fűrészes pikkelyei

Az egyik leggyorsabban harapó kígyó. Villámgyorsan mar és egy másodperc, vagy kevesebb mint egy másodperc alatt vissza is érkezik a kiinduló pozícióba, sokszor az áldozat nem is biztos benne, hogy valóban megmarták. Harapási szokása az is, hogy nem egyszer, hanem gyors egymásutánban többször mar, a lehető legtöbb mérget juttatva az áldozatába.
Ha mégis védekezik, jellegzetes pózt vesz fel. Patkó alakban szorosan összehajtogatja testét, ilyenkor az oldalán lévő, ellenkező irányban álló, ferde állású, fűrészes élű pikkelyei egymással érintkeznek, összedörzsölődve, súrlódó hangot adnak ki. Mivel általában forró helyen élnek, nem sziszegnek, hogy ezzel se veszítsenek folyadékot.

### Tápláléka
Nem válogatós, szinte minden megfogható zsákmányt elfogyaszt, rágcsálókat, gyíkokat, békákat, madarakat, ízeltlábúakat, rovarokat, skorpiókat, de akár kisebb kígyókat is.

## Szaporodása
A nőstények elevenszülők, április és augusztus között, általában 4-8 kiskígyót hoznak a világra, de akár 20-25 utóduk is lehet. Az újszülött kiskígyók kb. 8 cm hosszúságúak.

## Mérge
Kis termete, álcázó színe és mintázata, valamint az a tulajdonsága, hogy szinte mindig figyelmeztetés nélkül, villámgyorsan, azonnal támad, rendkívül veszélyessé teszik.
Szakértők szerint a világ egyik legagresszívabb és legfélelmetesebb mérges kígyója. Marása ellenszérum nélkül, csaknem mindig halálos.
Az összes mérges kígyó közül ők okozzák a legtöbb ember halálát a világon.
Átlagosan 18 mg mérget termel egy állat, de volt már 72 mg regisztrált mennyiség is.  Maráskor körülbelül 12 mg mérget juttat az áldozatába, míg a halálos dózis egy felnőtt ember számára 5 mg, ami hússzor kevesebb, mint például a puffogó viperáké. Toxicitásuk még a kobrákénál is erősebb.
Ritkán előfordul száraz harapás, amikor az állat annyira gyors, hogy nincs ideje mérget juttatni az áldozatába, de minden esetben orvoshoz kell fordulni, hogy megerősítse ezt, mert a harapás kezdetben általában jelentéktelen tünetekkel jár, vagy akár órákig is tünetmentes lehet. Később a harapott részen ödéma, hólyagok, kékülés, súlyos szöveti károsodás alakul ki és megjelennek a belső tünetek is. A legjellemzőbb a fogínyvérzés, majd általános vérzékenység lép fel a belső szervekben és az agyburok ereiből is szivárogni kezd a vér. 
A vérzések miatt gyakran Hypovolaemiás sokkot kap a beteg.
Ahogy a méreg szétterjed a szervezetben, a szövetekben és az agyban is egyre több toxin halmozódik fel. 
Minél később kapja meg a beteg az ellenszérumot, a méreg annál több helyre jut el a szervezetben, a gyógyszer ilyenkor már nem tud eljutni minden érintett területre.

Tirofiban, a mérgéből készült egyik gyógyszer

Polimer fehérvérűség is kialakulhat, ami gyakran veseelégtelenséggel is társul. A vérzések mellett a vesekárosodás a fő halálok.
Ellenszérumon kívül transzfúzió, K-vitamin és a kalcium-karbonátot adnak általában a betegeknek.
Mivel területenként eltérő a mérgük összetétele, a megfelelő antiszérum kiválasztásához nagyon fontos tudni, hogy a támadó állat honnét származik.
Mérgét többféle gyógyszer, például Tirofiban előállítására is használják.

## Hasonló fajok
Afrikai tojásevőkígyó. (Ártalmatlan, méreg nélküli kígyó.)

## Alfajai

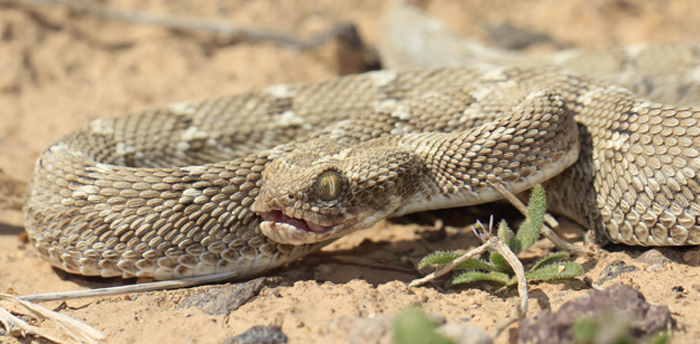
Egyik alfaja az Echis carinatus multisquamatus

| Latin név                      | A faj leírója      | Közismert név                                  | Földrajzi elterjedés                                                                    |
| ------------------------------ | ------------------ | ---------------------------------------------- | --------------------------------------------------------------------------------------- |
| Echis carinatus astolae        | Mertens, 1970      | Astola Saw-scaled viper                        | Astola-szigetek, Makrán régió, Beludzsisztán tartomány                                  |
| Echis carinatus carinatus      | (Schneider, 1801)  | South Indian saw-scaled viper                  | India                                                                                   |
| Echis carinatus multisquamatus | Cherlin, 1981      | Multiscale- vagy Transcaspian Saw-scaled viper | Türkmenisztán, Bukhara, Szamarkand, Tádzsikisztán, Hindukus, Kelet-Irán.                |
| Echis carinatus sinhaleyus     | Deraniyagala, 1951 | Sri Lankan saw-scaled viper                    | Srí Lanka                                                                               |
| Echis carinatus sochureki      | Stemmler, 1969     | Sochurek's- vagy Eastern Saw-scaled viper      | Dél-Afganisztán, Banglades,India, Irán, Irak, Omán, Pakisztán, Egyesült Arab Emírségek. |